# André Weiss
Pour les articles homonymes, voir Weiss.
Charles André Weiss, né le 30 septembre 1858 à Mulhouse et mort le 31 août 1928 à La Haye, est un juriste et universitaire français. Il est professeur de droit aux universités de Dijon et de Paris et a exercé la fonction de juge à la Cour permanente de justice internationale à La Haye de 1922 à 1928. Il est élu à l'Académie des sciences morales et politiques en 1914. 

## Biographie
André Weiss naît à Mulhouse, fils de Louis Weiss et de son épouse Salomé Eugénie Kiener. Il fait ses études à la faculté de droit de Paris. Il est agrégé de droit en 1880 et professeur agrégé à l'université de Dijon de 1881 à 1891. Il épouse Irma Justine Eugénie Liotard-Vogt le 5 octobre 1886 à Dijon. Il est nommé à la faculté de droit de Paris en 1891, d'abord comme professeur agrégé, puis comme professeur adjoint (1894). Il est professeur titulaire de droit privé de 1896 à 1908 et, à partir de 1908, titulaire de la chaire de droit international et de droit international privé. À partir de 1907, il fut également conseiller juridique du ministère français des Affaires étrangères. Il devient le premier président du Comité protestant des amitiés françaises à l'étranger lors de sa fondation en 1915. Il est délégué à la Conférence de paix de Paris (1919). 
André Weiss donne un cours en 1923 à l'Académie de droit international de La Haye. Il est membre du Comité des travaux historiques et scientifiques, membre de l'Institut de droit international à partir de 1887 et préside sa 30e session en 1922 à Grenoble. Il est élu à l'Académie des sciences morales et politiques en 1914, et en est le vice-président en 1926.
En 1920, il est nommé à la Cour permanente d'arbitrage de La Haye. En septembre 1921, il est nommé comme juge à la Cour permanente de justice internationale nouvellement créée, pour un mandat triennal, puis il est confirmé en 1924 et 1927. Il meurt en août 1928 à La Haye, avant le terme de son mandat.

## Publications
- Traité théorique et pratique de droit international privé, 6 vol., Paris, 1892-1913.
- Manuel de droit international privé. Paris 1905

## Distinctions
- 1914 : membre de l'Académie des sciences morales et politiques
- 1927 : commandeur de la Légion d'honneur[1]